# Muntanyes Olympic
Les Muntanyes Olympic són una serralada a la península Olympic a l'oest de l'estat de Washington als Estats Units. Aquestes muntanyes són part de la Serralades de la Costa del Pacífic (Pacific Coast Ranges), i no són especialment altes. El cim més alt és Mont Olympus però el seu vessant oest cau directament a l'Oceà Pacífic i són el punt més humit dels 48 estats contigus dels Estats Units. La pluviometria de l'estació meteorològica Hoh Ranger té una mitjana de 3.600 litres. Tanmateix l'ombra pluviomètrica fa que a l'est de les muntanyes siguin més seques que altres localitats de l'estat situades en el litoral. Gran part de la zona està protegida pel Parc Nacional Olympic.

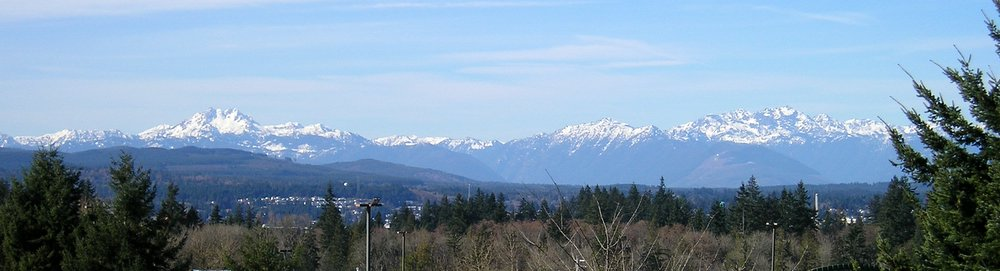
Les muntanyes Olympic vistes des de l'est.